# Socola (Luisiana)

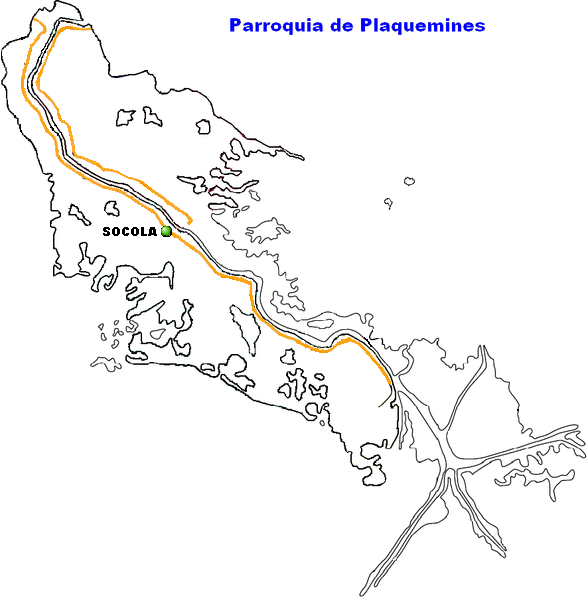
Localización de Socola en el mapa de la Parroquia de Plaquemines.

Socola es una pequeña localidad ubicada sobre el delta del Misisipi, dentro de la parroquia de Plaquemines, en el estado de Luisiana, Estados Unidos.

## Geografía
El establecimiento de Socola se localiza en las siguientes coordenadas a saber: 29°32′00″N 89°45′34″O / 29.53333, -89.75944. Esta comunidad posee solo un metro de elevación sobre el nivel del mar, convirtiéndola una zona proclive a las inundaciones. Su población se compone de menos de doscientos habitantes. Esta localidad se encuentra ubicada a unos cincuenta y siete kilómetros de Nueva Orleans la principal ciudad de todo el estado, y a 541 kilómetros del aeropuerto internacional más cercano, el (IAH) Houston George Bush Intercontinental Airport.